# Благовидов, Игорь Фёдорович
Игорь Фёдорович Благовидов (1910, Тифлис — 1990, Москва) — советский хозяйственный деятель, учёный, доктор технических наук, профессор.

## Биография
Родился в 1910 году в семье профессора, историка Церкви, публициста Федора Васильевича Благовидова (1865—1912), директора Тифлисских высших женских курсов (улица Грибоедовская, 22), состоящих в ведении Министерства народного просвещения. Дед И. Ф. Благовидова был священником в Симбирской губернии.
В 1931 году И. Ф. Благовидов окончил Азербайджанский нефтяной институт в Баку. В 1941 году он стал главным инженером Бакинского нефтеперерабатывающего и проработал в этой должности до 1949 года, обеспечивая в годы Великой Отечественной войны снабжение фронта и народного хозяйства жизненно важными нефтепродуктами.
С 1949 года Благовидов — главный инженер объединения «Азнефтзаводы». За разработку и внедрение нового вида присадки к смазочным маслам был в составе коллектива удостоен Сталинской премии 3-й степени 1951 года.
В 1951 году переведен в Москву на должность начальника «Главнефrепереработки».
В 1954 году И. Ф. Благовидов, сменив М. Е. Черныша, стал директором ЦИАТИМа, который возглавлял 15 лет. За этот период при его активном участии были организованы Электрогорский и Куйбышевский филиалы института, Московский, Рязанский и Горьковский опытные заводы.
Важным этапом работ И. Ф. Благовидова стало создание нового поколения моторных масел для автомобилей «Жигули» и автобусов «Икарус».
И. Ф. Благовидов — автор более 200 публикаций, в том числе 6 книг, и 60 изобретений. Член КПСС. В 1947 году защитил кандидатскую диссертацию. С 1969 года — доктор технических наук. В 1972 году И. Ф. Благовидов был утвержден в ученом звании профессора. Лауреат Государственной премии СССР. Награжден тремя орденами Трудового Красного Знамени.
Умер в Москве в 1990 году. Похоронен в Москве на Введенском кладбище.